# Spies in Disguise
Spies in Disguise (titulada: Espías con disfraz en España y Espías a escondidas en Hispanoamérica) es una película de comedia de espías animada por computadora estadounidense de 2019 producida por Blue Sky Studios y distribuida por 20th Century Fox. Basada libremente en el cortometraje animado de 2009 Pigeon: Impossible de Lucas Martell, la película está dirigida por Troy Quane y Nick Bruno (en su debut como directores) a partir de un guion de Brad Copeland y Lloyd Taylor, y una historia de Cindy Davis. Está protagonizada por las voces de Will Smith y Tom Holland, junto a Rashida Jones, Ben Mendelsohn, Reba McEntire, Rachel Brosnahan, Karen Gillan, DJ Khaled y Masi Oka en papeles secundarios. La trama sigue a un agente secreto (Smith) que es transformado accidentalmente en una paloma por un joven científico inteligente (Holland); los dos deben trabajar juntos para detener a un terrorista cibernético que busca venganza y devolver al agente a su forma humana. Es el decimotercer y último largometraje de Blue Sky Studios, luego de que el estudio cerrase en abril de 2021. Asimismo, es la única película de 20th Century Fox y Blue Sky Studios producida después de la adquisición de 21st Century Fox por parte de The Walt Disney Company, así como la última película animada en usar el nombre de 20th Century Fox.
La película se estrenó en el Teatro El Capitán el 4 de diciembre de 2019 y se estrenó en cines en los Estados Unidos el 25 de diciembre de 2019. Recaudó $171 millones en todo el mundo y recibió críticas generalmente positivas de los críticos, con elogios por la animación, la música y el humor y actuaciones vocales (especialmente Smith y Holland).

## Argumento
Lance Sterling, un agente secreto arrogante de HTUV (Honor, Confianza, Unidad y Valor), es enviado para recuperar un avión no tripulado de ataque del traficante de armas japonés Katsu Kimura en Japón. Tan pronto como llega el comprador, el terrorista cibernéticamente mejorado Killian, Sterling interrumpe las órdenes de la directora de HTUV, Joy Jenkins, derrota a Kimura y su pandilla, y logra escapar con el maletín que contiene el dron. Sterling regresa a las oficinas centrales de HTUV para confrontar a Walter Beckett, un joven científico marginado e inepto del MIT, inepto por equipar armas no letales en su traje. Walter intenta convencer a Sterling de que hay una manera más pacífica de salvar el mundo, pero Sterling lo despide antes de que pueda explicar su último invento: "ocultamiento biodinámico".
Sterling descubre que el maletín está vacío y se enfrenta a Marcy Kappel, una agente de las fuerzas de seguridad, que revela imágenes de Sterling (en realidad Killian con un disfraz holográfico) que se va con el dron, etiquetándolo como un traidor. Sterling escapa del HTUV y decide localizar a Walter para ayudarlo a desaparecer. Mientras tanto, Killian irrumpe en las instalaciones de armas HTUV.
Mientras busca la invención de la casa de Walter, Sterling, sin saberlo, ingiere el brebaje y se transforma en una paloma. Antes de que Walter pueda comenzar a hacer un antídoto para cambiarlo de regreso, Marcy y otros agentes de HTUV persiguen al dúo por la ciudad, pero escapan en el auto espía de Sterling. Los dos rastrean a Kimura hasta un resort en Playa del Carmen, México. Allí, se enteran del paradero de Killian en Venecia, Italia, antes de que Marcy y el HTUV puedan capturarlos nuevamente. En su camino a Venecia, Walter intenta hacer el antídoto, pero falla.
Al llegar a Venecia, Walter se enfrenta a los HTUV, que desconocen la condición de Sterling. Revelando que ella sabe de Wendy, la madre de Walter, que era una oficial de policía que murió en el servicio, Marcy intenta convencerlo de que ayude a entregar a Sterling, pero Walter se niega. De repente, un dron distrae al HTUV y permite que Walter y Sterling escapen. Los dos descubren el dron que lleva la base de datos del agente HTUV, y Walter logra recuperarlo. Sin embargo, Killian aparece, toma la base de datos y se prepara para matar a Walter. Con la ayuda de cientos de palomas en los alrededores, distraen a Killian y huyen. Disfrazado como Sterling una vez más, Killian escapa del HTUV, sacudiendo las sospechas de Marcy sobre Sterling al verlo con una mano de robot.
Mientras está bajo el agua en un submarino, Walter revela que plantó un dispositivo de rastreo en Killian y lo ubica en la instalación de armas. Walter logra perfeccionar el antídoto y con éxito convierte a Sterling en humano nuevamente. Al llegar al escondite de Killian, Sterling está preocupado por la seguridad de Walter y lo envía lejos en el submarino. Una vez dentro, Sterling se enfrenta a Killian, pero es derrotado y capturado cuando Killian revela que ha producido en masa cientos de drones para atacar a todos en la agencia usando la base de datos como venganza por matar a su tripulación en una misión pasada dirigida por Sterling. Al notar que Walter regresaba en el submarino, Killian lo destruye; sin que ellos lo supieran, Walter sobrevive con la ayuda de uno de sus inventos, el abrazo inflable.
Una vez que Walter libera a Sterling, los dos escapan y contactan a Marcy para recibir apoyo mientras los drones se acercan a la sede de HTUV en Washington D. C. Walter intenta piratear el brazo biónico de Killian. Cuando Killian se da cuenta de esto, intenta huir por aire con un dron, pero Walter lo alcanza. Walter arriesga su vida atrapando a Killian en uno de sus dispositivos de protección y desactiva el brazo del villano mientras él mismo cae. Sin embargo, Sterling, quien se ha transformado nuevamente en una paloma, vuela con éxito por primera vez y lo lleva a un lugar seguro con la ayuda de otras palomas, mientras que Killian es encontrado y arrestado.
A pesar de salvar al mundo, Sterling, de vuelta en su forma humana (a excepción de su mano derecha, que permanece temporalmente pequeña), y Walter son despedidos por desobediencia. Sin embargo, el HTUV los restablece rápidamente, ya que la agencia podría aprender de las formas más pacíficas de Walter para manejar la villanía.

## Reparto
- Will Smith como Lance Sterling.[2]
- Tom Holland como Walter Beckett.
  - Jarrett Bruno como Walter más joven.
- Rashida Jones como Marcy Kappel.[3]
- Ben Mendelsohn como Killian.
- Reba McEntire como Joy Jenkins.[4]
- Rachel Brosnahan como Wendy Beckett.[4]
- Karen Gillan como Eyes.[3]
- DJ Khaled como Ears.[3]
- Masi Oka como Katsu Kimura.[3]
- Carla Jiménez como Geraldine.[5]
- Olly Murs como Junior Agent #1.[6]
- Bex Marsh como Italian Tourist.
- Peter S. Kim como Joon.
- Stefania Spampinato como Italian Woman.
- Eddie Mujica como Agency Accountant, Male Tourist.
- Emily Altman como Lead Agency Lab Tech, Scooter Girl.
- Claire Crosby como Unity.
- Randy Trager como Terrance.
- Mark Ronson como Agency Control Room Technician.
- Matthew J. Munn como Weapons Lab Soldier.
- Kimberly Brooks como Lance Sterling's Car.
- Krizia Bajos como Receptionist.
- Reggie De Leon como Weapons Lab Tech.
- Casey Roberts como Launch Control Voice.

## Producción
Se anunció el 9 de octubre de 2017 que el desarrollo estaba en marcha en una película basada en el corto animado Pigeon: Impossible, con Tom Holland y Will Smith prestando sus voces a los personajes principales. Audi presentará un vehículo, el concepto RSQ E-tron, en la película como el vehículo personal del personaje de Smith. Es un concept car diseñado por Audi específicamente para la película.
En octubre de 2018, nuevas incorporaciones al elenco de voces incluyeron a Ben Mendelsohn, Karen Gillan, Rashida Jones, DJ Khaled y Masi Oka.

## Música

### Partitura
El 12 de junio de 2018, se informó que Theodore Shapiro iba a componer la banda sonora de la película. El álbum de partituras de la película fue lanzado por Hollywood Records y Fox Music el 27 de diciembre de 2019.

### Banda sonora EP
El 11 de junio de 2019, se anunció que Mark Ronson sería el productor musical ejecutivo de la película. La directora de Fox Music, Danielle Diego, expresó su entusiasmo por trabajar con Ronson, afirmando que "su mezcla única de soul vintage y funk captura excepcionalmente el alma de [la] película". El 22 de noviembre de 2019, una canción original para la película. titulado "Then There Were Two", interpretado por Ronson y Anderson Paak, fue lanzado. Dos días después, se anunció un álbum de reproducción extendida titulado Mark Ronson Presenta la Música de Spies in Disguise, con cinco nuevas canciones escritas para la película, así como "It Takes Two" de Rob Base y DJ E-Z Rock. El EP fue lanzado digitalmente el 13 de diciembre de 2019 por RCA Records.

#### Listado de pistas
| N.º | Título                | Artist(s)                      | Duración |  |
| 1.  | «Freak of Nature»     | Mark Ronson & Dodgr            | 3:27     |  |
| 2.  | «Then There Were Two» | Ronson & Anderson Paak         | 2:32     |  |
| 3.  | «Fly»                 | Lucky Daye                     | 2:43     |  |
| 4.  | «They Gotta Go»       | Lil Jon                        | 3:18     |  |
| 5.  | «Rocket Fuel»         | DJ Shadow featuring De La Soul | 3:14     |  |
| 6.  | «It Takes Two»        | Rob Base & DJ E-Z Rock         | 5:00     |  |

## Estreno
Spies in Disguise fue programada para el 18 de enero de 2019 por 20th Century Fox, pero luego fue atrasada hasta el 19 de abril antes de ser trasladada al 13 de septiembre. El 7 de mayo de 2019, Disney y Fox anunciaron una nueva fecha de lanzamiento para Spies in Disguise, hasta el 25 de diciembre de 2019.
La película también fue la última película animada de Fox en ser lanzada bajo el nombre de 20th Century Fox antes de que The Walt Disney Company cambiara el nombre del estudio a 20th Century Studios.
La película tuvo su estreno mundial en el Teatro El Capitán de Hollywood, el 4 de diciembre de 2019.
También es la primera y última película de Blue Sky Studios (a través de 20th Century-Fox y 20th Century-Fox Animation) que el 9 de febrero de 2021 Disney ha decidido que cerrar el estudio a partir de abril de 2021.

### Versión Casera
Spies in Disguise fue lanzado en Blu-ray, Blu-ray Ultra HD y DVD por 20th Century Studios Home Entertainment el 10 de marzo de 2020. En noviembre del 2020, fue lanzado en Disney+.

## Recepción

### Taquilla
Al 16 de marzo de 2020, Spies in Disguise ha recaudado $66.8 millones en los Estados Unidos y Canadá, y $104.9 millones en otros territorios, para un total mundial de $171.6 millones.
En Estados Unidos y Canadá, la película se estrenó el miércoles 25 de diciembre, junto a Mujercitas y la amplia expansión de Diamantes en Bruto, y se proyectaba que recaudaría entre 19 y 23 millones de dólares en 3502 salas durante su fin de semana de estreno de cinco días. La película ganó $4.8 millones el día de Navidad y $4.1 millones en su segundo día. Continuó ganando $13.2 millones durante su primer fin de semana, por un total de $22.1 millones durante el período de cinco días de Navidad, terminando quinto. En su segundo fin de semana, la película ganó $10.1 millones y terminó sexto. En su tercer fin de semana, recaudó $5.1 millones, cayendo un 50.9% respecto al fin de semana anterior y terminando en la décima posición.

### Crítica
En el sitio web del agregador de reseñas Rotten Tomatoes, la película tiene una calificación de aprobación del 75% basada en 118 reseñas y una calificación promedio de 6.5/10. El consenso crítico del sitio dice: "Una aventura animada alegremente poco exigente que se eleva por su elenco de voces, Spies in Disguise es divertida, de ritmo rápido y lo suficientemente familiar como para satisfacer". Metacritic le dio a la película una puntuación promedio ponderada de 54 de 100, basado en 22 críticos, indica "críticas mixtas o promedio". Las audiencias encuestadas por CinemaScore le dieron a la película una calificación promedio de "A–" en una escala de A+ a F, mientras que los encuestados por PostTrak le dieron un promedio de 3.5 de 5 estrellas.
Peter Bradshaw, del periódico británico The Guardian, le dio a la película tres de cinco estrellas, calificándola de "entretenida aventura familiar" y elogiando el trabajo vocal de Smith y Holland.
Kwak Yeon-soo, reportero del periódico en inglés de Corea del Sur The Korea Times, escribió que la película no logró transmitir su mensaje debido a su "narrativa mediocre". Kwak también señaló que la película trató de atraer al público allí poniendo referencias a la cultura popular de Corea del Sur y que terminó ejemplificando la personalidad "extraña" de Walter Beckett.

### Premios y nominaciones
| Premio                 | Fecha de ceremonia  | Categoría                                                                                 | Receptores y nominados | Resultado | Referencias |
| ---------------------- | ------------------- | ----------------------------------------------------------------------------------------- | --- | --------- | ----------- |
| Golden Reel Awards     | 19 de enero de 2020 | Logro Destacado en Edición de Sonido: Animación de Funciones                              | Leff Lefferts, Jeremy Bowker, Randy Thom, Bjorn Ole Schroeder, Samson Neslund, David Farmer, Michael Silvers, Larry Oatfield, Chris Manning, Shelley Roden, John Roesch | Nominados | [ 30 ]      |
| Premios Annie          | 25 de enero de 2020 | Logro Excepcional por el Diseño de Personajes en una Producción de Largometrajes Animados | José Manuel Fernández Oli | Nominado  | [ 31 ]      |
| Premios Annie          | 25 de enero de 2020 | Logro Excepcional de la Música en una Producción de Largometrajes Animados                | Mark Ronson, Theodore Shapiro | Nominados | [ 31 ]      |
| Premios Saturn de 2021 |                     | Mejor película animada                                                                    | | Pendiente |             |